# اسمیت و وسون گاورنر
اسمیت و وسون گاورنر (به انگلیسی: Smith & Wesson Governor) یک هفت‌تیر لوله کوتاه ساخت شرکت اسمیت و وسون است. این اسلحه دارای توانایی شلیک فشنگهای ساچمه‌زنی گیج .410 و گلوله‌زنی کالیبرهای .45 Colt و .45 ACP را می‌باشد.